# Stemninger
Stemninger ('stemmingen') is een compositie van Edvard Grieg.
Volgens Griegs dagboek is deze compositie alleen verschenen, omdat hij zijn uitgeverij Peters Verlag in Leipzig wilde overhalen om twee orkestwerken te publiceren. Een deel van de muziek was al voorhanden. Zo is Resignasjon ooit eens cadeau gegeven aan Griegs vriend Julius Röntgen. Het schrijven voor piano ging Grieg vlot af, maar dit was wel het laatste officieel uitgegeven werk voor dat muziekinstrument. Ook voor andere muziek stokte de output; er verscheen alleen nog Vier psalmen, vrij naar Oudnoorse kerkmelodieën.
Stimmugen bestaat uit zeven deeltjes:
- Resignasjon (een bedankje) (allegretto con moto)
- Scherzo-impromptu (allegro capriccioso)
- Natligt ridt (nachtrit)  (allegro misterioso)
- Folketone (volksliedje) (andante pastorale)
- Studie (hommage a Chopin) (allegro agitato)
- Studenternes serenade (andante espressivo)
- Lualåt (liedje van bergbeklimmer) (allegretto semplice)

Sommige deeltjes gaan ook zelfstandig door het leven. Er zijn diverse opnamen beschikbaar van (delen van) dit werk.